# Phil Margera
Phil Margera (Concordville, Pensilvania, 13 de julio de 1957) es una celebridad estadounidense, conocido por ser el padre del baterista de la banda CKY, Jess Margera y del skater profesional y actor, Bam Margera. Phil Margera es conocido también por sus apariciones en la serie de televisión Jackass y Viva La Bam.